# Кшиштоф Бачинський

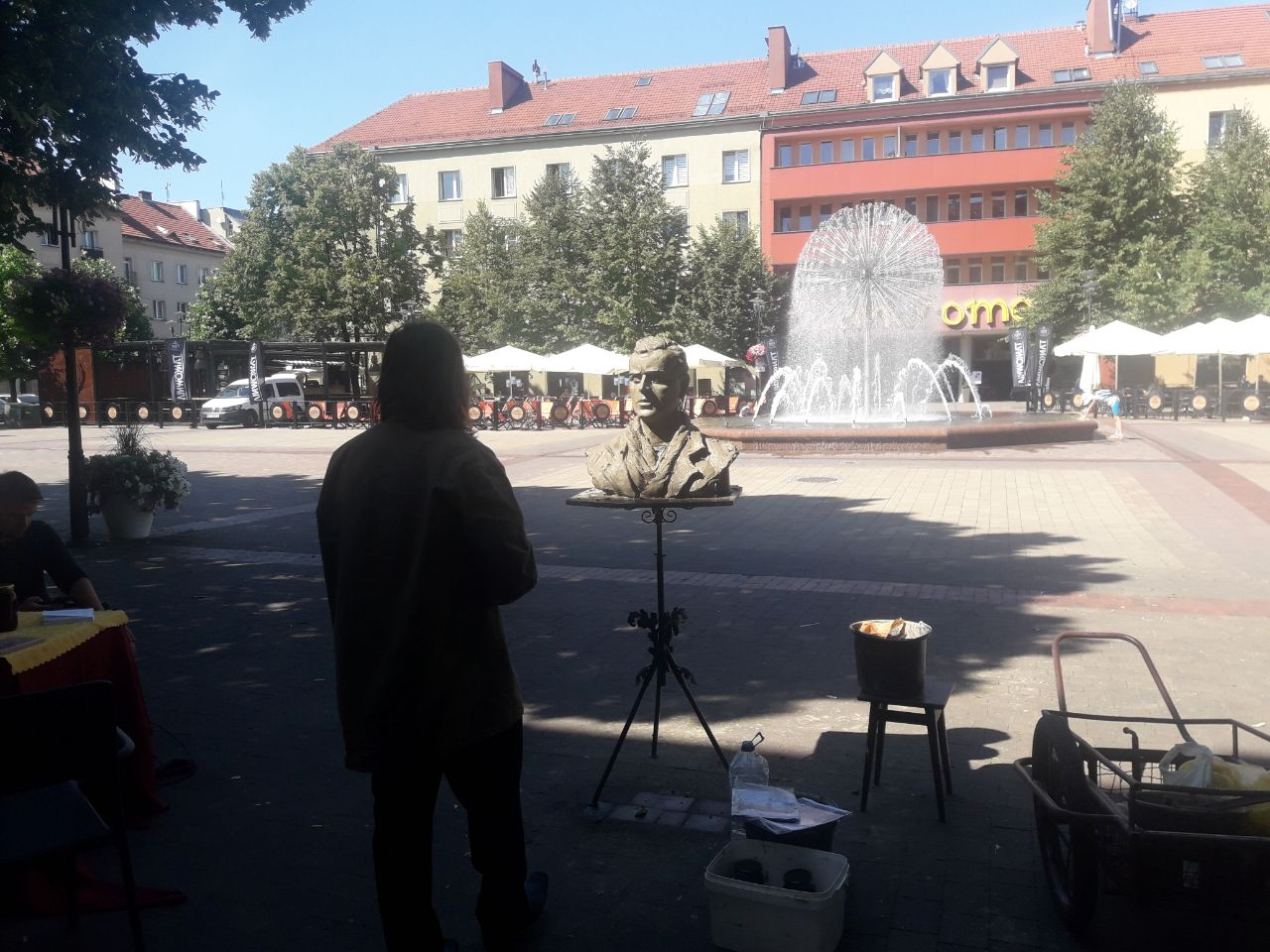

Кши́штоф Камі́ль Бачи́нський (22 січня 1921, Варшава, Польща — 4 серпня 1944, там само) — польський поет часів Другої світової війни, курсант, солдат Армії Крайової, один з представників «покоління Колумбів» польсько-єврейського походження. Убитий під час Варшавського повстання, як солдат батальйону «Парасоль» Армії Крайової.

## Біографія
Батько — Станіслав Бачинський, був соціалістичним ватажком, солдатом Польських Легіонів, офіцером польських збройних сил, письменником і літературним критиком. Матір — Стефанія Жєленчик, вчителька і авторка шкільних підручників, католичка, яка походить з єврейської асимільованої сім'ї. Народився і мешкав спочатку у будинку по вул. Багателі, 10.
Охрещений 7 вересня 1922 року в костелі на площі Спасителя. У дитинстві хворів на астму, у нього було слабке серце і постійно була загроза туберкульоза. З 1933 року вчився у Національній гімназії ім. Стефана Баторія і у травні 1939 року отримав атестат зрілості. Вже під час навчання у гімназії Бачинський відзначався значним знанням сучасної польської літератури. Відомо, що Кшиштофу подобалася повість «Ferdydurke» Вітольда Ґомбровича, тож він написав її власний варіант. Краще, ніж вимагала навчальна програма, він знав французьку мову, а пізніше також писав вірші французькою. У його класі навчалися майбутні солдати Варшавських штурмових сірих груп: Тадеуш Завадський «Зошка» і Ян Битнарь "Рудий. Під час навчання у гімназії був членом організації соціалістичної молоді «Спартакус», напівлегальної спілки учнів середніх шкіл під патронатом польської соціалістичної партії. В ті часи Кшиштоф використовував псевдонім «Еміл». Не любив відвідувати заняття у гімназії, відвідував їх досить рідко, тому мав погані оцінки. З 1937 року член виконавчого комітету «Спартакуса», був також співредактором журналу «Стріла», який видавався з лютого 1938 року «Спартакусом», на шпальтах якого дебютував як поет.
Початок війни завадив його навчанню у Варшавській академії мистецтв. Мріяв про кар'єру графіка або ілюстратора. У період німецької окупації мешкав за адресою вул. Холувкі 3. Після утворення у 1940 році гетта у Варшаві, лишився з матусею ризикуючи, у разі вияву єврейського походження, бути розстріляним на місці. З осені 1942 року до літа 1943 року таємно вивчав полоністику у Варшавському університеті. Займався випадковою працею: склив вікна, фарбував вивіски, працював у вугільника на Чернякув, приймав телефонні повідомлення у лікарнях. Також навчався у школі мистецтв і декоративного живопису.
Від липня 1943 року перебував у секції другого взвода «Алек» компанії «Руди» батальйону Зошка у званні старшого стрільця під псевдонімом «Кшиштоф», «Зелінський». Покинув студіювання полоністики, аби присвятити життя конспірації і поезії. Стверджував, що може повернутися до навчання, якщо буде можливість. У своїй квартирі мав тайник зі зброєю, в якому тримав Томпсона, 2 стени, МП 40 (Шмайссер), гранати, мінерні матеріали, а також довідники, мапи і конспіративну пресу.

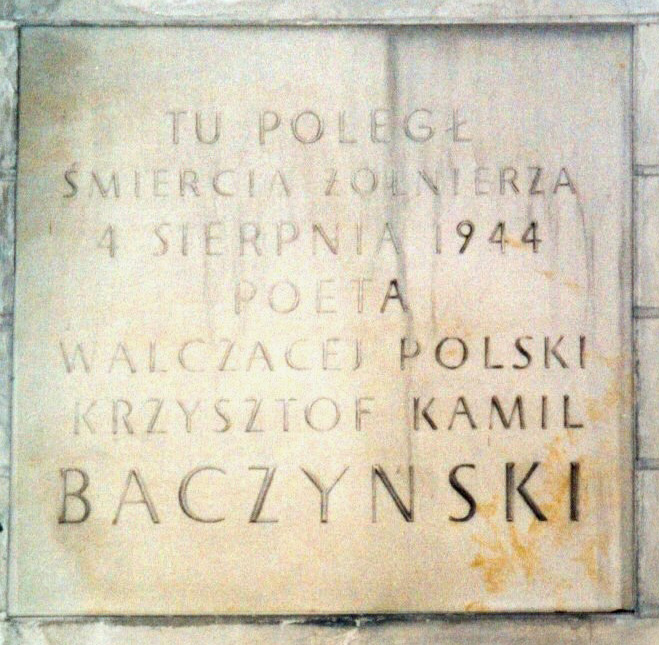
Меморіальна дошка на Палаці Бланка на Театральні площі у Варшаві

Брав участь в акції по сходженню з рейок німецького (який їде зі східного фронту до Берліна) потягу на відрізку Тлущ-Урле (кодова назва «ТУ») 27 квітня 1944 року. Ця акція спричинила 26-годинну перерву у русі потягів. Після закінчення Школи курсантів резерву піхоти «Агрікола», згідно з наказом її командувача з 25 травня 1944 року, отримав звання старшого стрільця резерву піхоти. Тоді ж був редактором відділу поезії суспільно-літературного щомісячника «Дорога», який виходив з грудня 1943 року по квітень 1944 року. Наказом командувача другої компанії батальйону Зошка Анджея Ромоцького «Морро», з 1 липня 1944 року звільнений від обов'язків у зв'язку з малою придатністю в умовах польових умовах з одночасним проханням про надання йому неофіційної посади речника роти. Через кілька днів пізніше перейшов до батальйону «Парасоль» на посаду заступника командувача III плутону третьої компанії. У батальйоні взяв псевдонім «Кжиш».

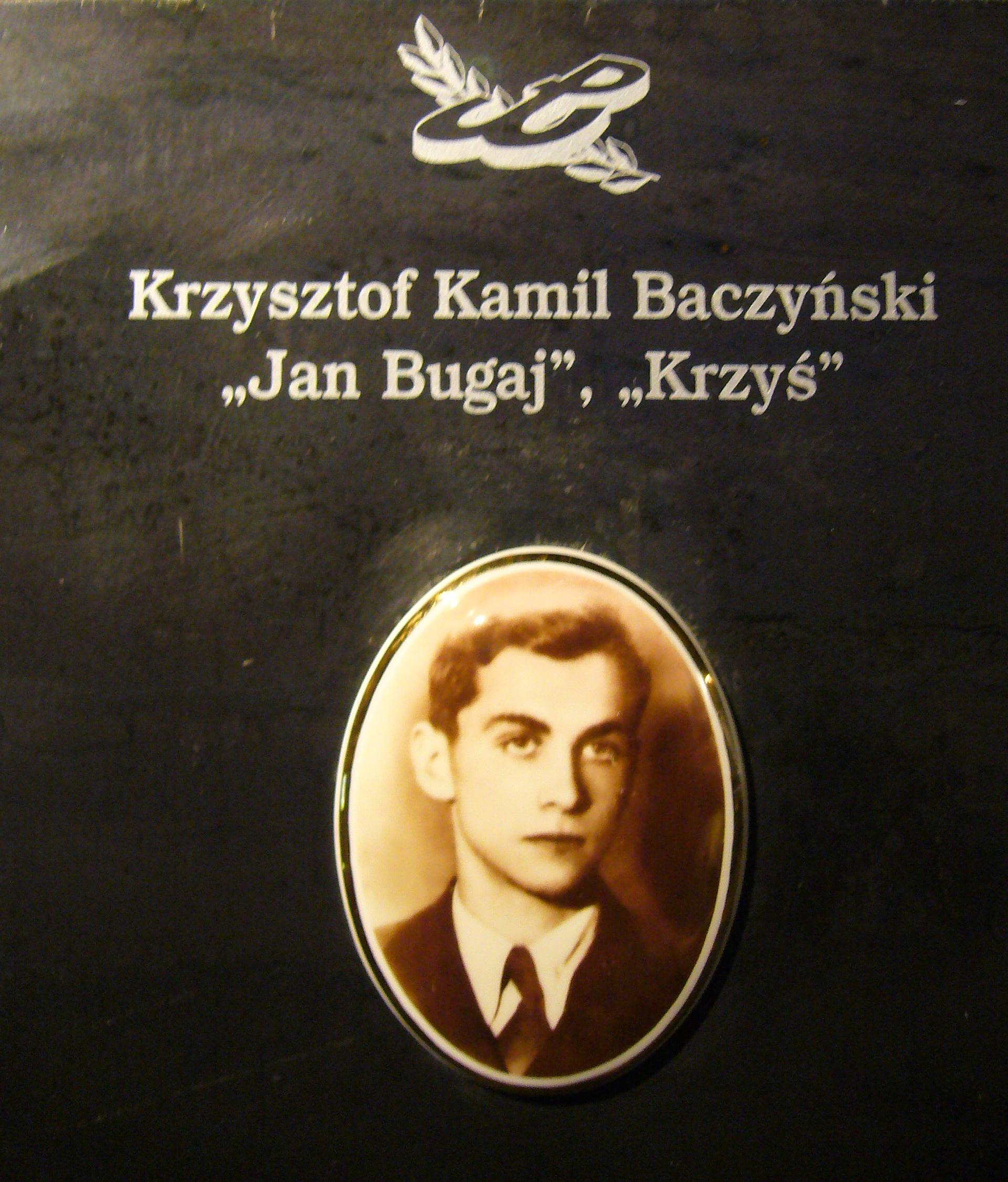
Меморіальна дошка, яка розташована у Музеї Варшавського повстання

Варшавського повстання захопило його зненацька у районі Театральної площі Варшави, куди його послали за черевиками для відділу. Не змігши дістатися до місця, де знаходилися його батьки (будинок пристарілих у районі «Воля»), приєднався до добровільців, якими командував «Лешек» (Леслав Коссовський, командир редута «Ратуша-Палац Бланка», під керівництвом капітана «Гоздави»).
Кшиштоф Каміль Бачинський був вбитий на посту у Палаці Бланка 4 серпня 1944 у другій половині дня (після 16), будучи смертельно пораненим снайпером, який був, швидше за все, у приміщенні Національної Опери у Варшаві. У Варшавському повстанні, 1 вересня 1944 року загинула також дружина Бачинського — Барбара Станіслава Драпчинська, яка народилася 13 листопада 1922 року у Варшаві, студентка полоністики у Варшавському університеті. Нагороджений посмертно Медаллю за Варшаву 1947 року і Хрестом Армії Крайової. Похований на Військовому цвинтарі Повонзкі.

## Поезія
У період німецької окупації опублікував 4 томика поезії: «Замкнута луна» (літо 1940 року), «Два кохання» (осінь 1940 року), «Вибрані вірші» (травень 1942 року), «Поетичний аркуш № 1» (1944 рік) і збірку «Спів у пожежі» (1944 рік), а також багато творів у конспіративній пресі. Його вірші опублікував також в антологіях конспіративної преси: «Пісні незалежності» (1942 рік) «Справжнє слово» (1942 рік).

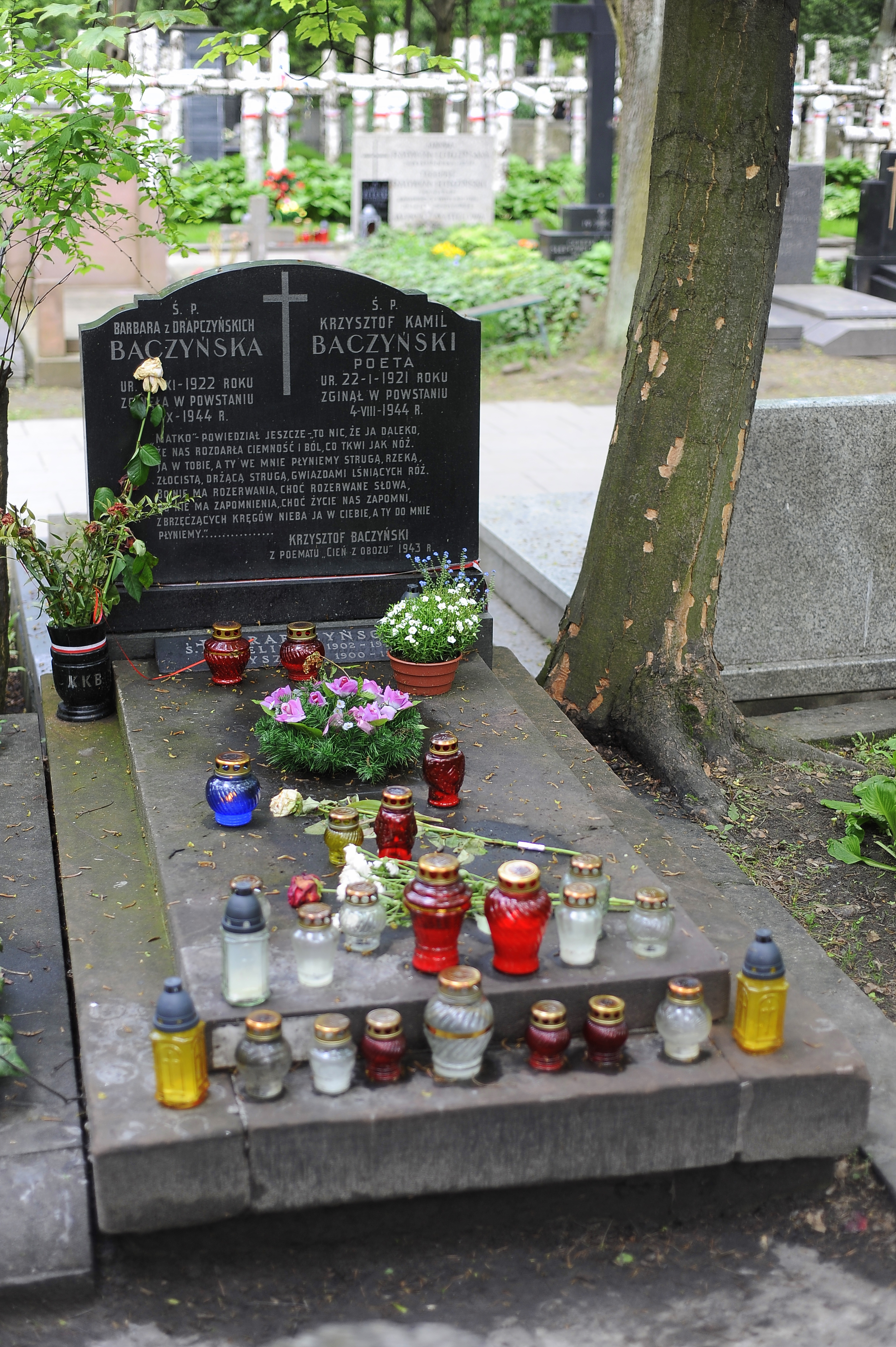
Місце поховання, кладовище Військові Повонзки, Варшава

Вважається, що восени 1942 року Бачинський досяг поетичної зрілості. Визнаний одним з найвидатніших поетів часів окупації. Єжи Анджеєвський, його друг, присвятив йому том оповідань «Ніч». Довідавшись про приєднання Бачинського до диверсійного відділу Станіслав Пігонь сказав Казимежу Вику: Що ж, ми належимо до народу, долею якого є стріляти у ворога діамантами, а Єжи Загурський спогад про нього назвав «Смерть Словацького» (1947 рік). Тадеуш Гайци писав про нього: Поет з гідною нотою. Кшиштоф дружив з поетом Єжи Камілем Веінтраубом; присвятив йому вірш «Осіння прогулянка поетів». З Веінтраубом і Виком Кшиштоф розмовляв про поезією.
Поезія Бачинського найбільш повно відображає ознаки покоління Колумбів. У зв'язку з війною їм треба було подолати шок і скласти своє відношення до тих подій. Його вірші крім сильного зв'язку з подіями війни, вказують на свій універсальний характер. Так сталося тому, що він не писав про свої часи прямо, а у апокаліптичній і оніричней конвенції, а також тому, що він вирішував питання, які непідвладні часу такі як: формуванню людської душі і психіки, роздуми про молодь і підлітків, пошук цінностей, які складають основу дорослого життя. Кшиштоф Бачинський у віршах часто виступав, від всього свого покоління. Писав катастрофічні вірші, з «середини апокаліпсису», які «втілюються», прагнучи виступати від імені своєї епохи і історії.
Збереглися всі його праці: понад 500 віршів, кільканадцять поем і близько 20 оповідань. Найбільш відомі вірші Бачинського: «Елегія про … (польському хлопчику)», «Мазовше», «Історія», «Погляд», «Бажання», «Цей час», «Покоління», «Біла магія», «Поляки». Кілька його віршів було покладнео на музику. Співають: Єва Демарчик (твір «Вірші Бачинського», «Дощ», «На мосту в Авіньйоні»), Януш Радек, Міхал Байор, Гжегож Турнау, група «Лао Че» і «Анке». Його оповідання покладене на фільм Ще чути спів і іржання коней…. Також завдяки творчості Бачинського було створено кілька фільмів: «Четвертий день», в якому поета грає Кшиштоф П'єчинський.